# النصرانیه
النصرانیه یک منطقهٔ مسکونی در قطر است که در الشحانیه (شهرداری) واقع شده‌است. النصرانیه ۲۹٫۶ کیلومتر مربع مساحت دارد.